# Aforia circinata
Aforia circinata är en snäckart som först beskrevs av Dall 1873.  Aforia circinata ingår i släktet Aforia och familjen Turridae. Inga underarter finns listade i Catalogue of Life.

## Bildgalleri

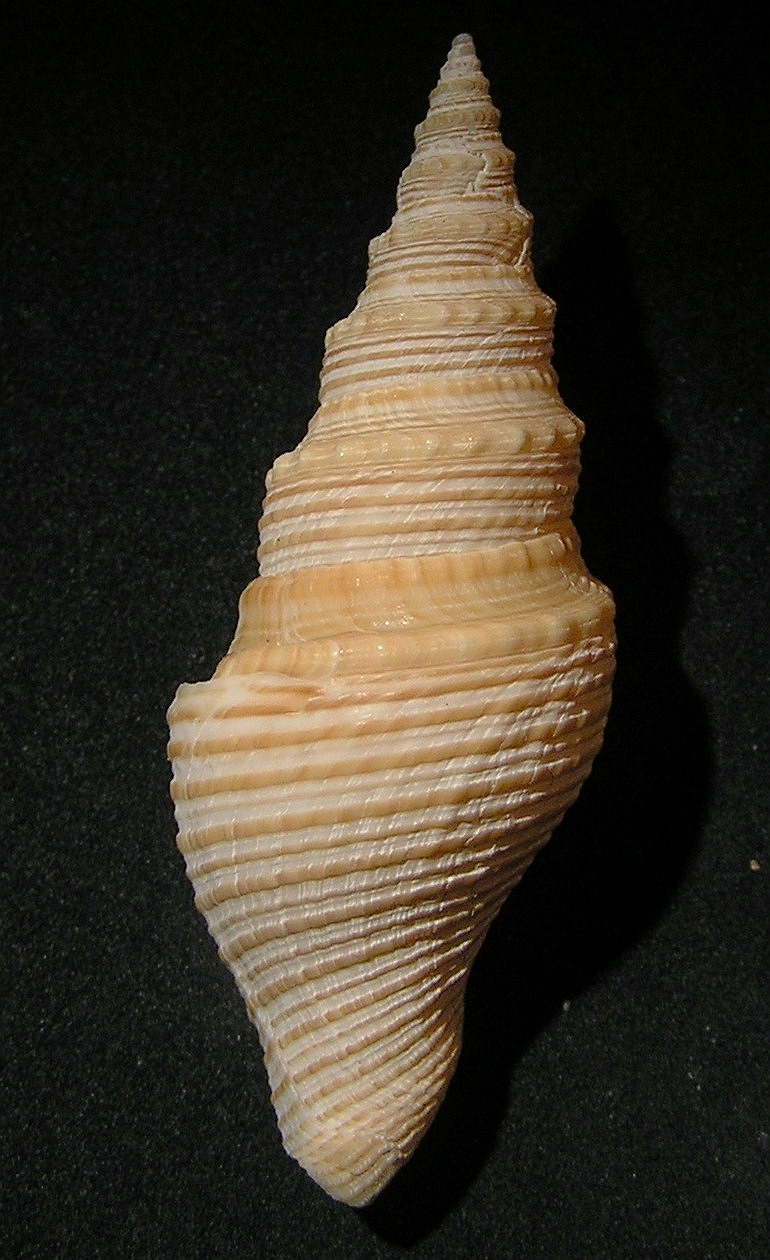